# Sección Quercus
Quercus es una sección de árboles del subgénero Quercus pertenecientes a la familia de las fagáceas.
Sección Quercus (sinónimos Lepidobalanus, Leucobalanus y Mesobalanus) son los robles blancos de Europa, Asia y América del Norte. Los estilos son cortos; las bellotas maduran en 6 meses y tienen un sabor dulce y ligeramente amargo; el interior de la bellota tiene pelo. Las hojas carecen de una mayoría de cerdas en sus lóbulos, que suelen ser redondeados.

## Especies seleccionadas
- Quercus alba - este de Norteamérica
- Quercus aliena - este de Asia
- Quercus arizonica  sudoeste de EE. UU., Nuevo México
- Quercus austrina - sudeste de Norteamérica
- Quercus berberidifolia - California
- Quercus bicolor - este y medio-oeste de Norteamérica
- Quercus boyntonii - Norteamérica
- Quercus chapmanii - Norteamérica
- Quercus cornelius-mulleri - Norteamérica
- Quercus copeyensis - Costa Rica, Panamá
- Quercus dalechampii - sudeste de Europa
- Quercus depressipes - Texas
- Quercus dilatata - Himalaya
- Quercus douglasii - California
- Quercus dumosa -  California
- Quercus durata - California
- Quercus engelmannii -  California
- Quercus faginea -  Europa
- Quercus fusiformis -  Norteamérica
- Quercus gambelii -  Norteamérica
- Quercus garryana - oeste de Norteamérica
- Quercus geminata - sudeste de Norteamérica
- Quercus glaucoides - México
- Quercus grisea -  Norteamérica
- Quercus havardii -  Norteamérica
- Quercus hinckleyi - Texas, noroeste de México
- Quercus hondurensis - Honduras
- Quercus intricata - Texas, norte México
- Quercus john-tuckeri -  Norteamérica
- Quercus laceyi - Texas, norte de México
- Quercus lobata -  California
- Quercus lusitanica - Iberia, norte de África
- Quercus lyrata - este de Norteamérica
- Quercus macrocarpa  Norteamérica
- Quercus mohriana -  Nortemérica
- Quercus michauxii -  Norteamérica
- Quercus minima -  Norteamérica
- Quercus mongolica - Roble de Mongolia - este de Asia
- Quercus montana - este de Norteamérica (sin. Q. prinus)
- Quercus muehlenbergii - (oeste Texas y Nuevo México), norte de México
- Quercus oblongifolia -  Nuevo México
- Quercus oglethorpensis - Roble de Oglethorpe - sudeste de Norteamérica
- Quercus peduncularis - América Central
- Quercus petraea - Europa
- Quercus polymorpha - México y extremo sur de Texas
- Quercus prinoides - este de Norteamérica
- Quercus pubescens -  Europa
- Quercus pungens -  centro sur de Norteamérica
- Quercus robur - Europa, oeste de Asia
- Quercus rugosa -  sudoeste EE. UU., Nuevo México
- Quercus stellata - este Norteamérica
- Quercus toumeyi -  Nuevo México, sudeste de Arizona, norte de México
- Quercus turbinella -  sudoeste de Norteamérica
- Quercus vaseyana -  sudoeste de Norteamérica